# Franck Mailleux
Franck Mailleux (Saint-Malo, 27 de mayo de 1985) es un piloto de automovilismo francés. Ha pilotado en el Campeonato Mundial de Resistencia de la FIA para Glickenhaus Racing.

## Carrera deportiva
Empieza a competir en karting a los trece años y en 2001 ganó el Campeonato de Francia Espoir. Dos años más tarde, Mailleux pasó a las carreras de monoplazas en 2003 y tres años más tarde ganó la Fórmula Renault 2.0 UK Winter Series. En 2008 pasó a las carreras de resistencia y al año siguiente participó con el equipo Signature Plus en sus primeras 24 Horas de Le Mans en la categoría reina. En 2011, tras ascender a la categoría LMP2, consiguió el segundo puesto en Le Mans, pilotando de nuevo para el equipo francés.
En 2013 se incorporó al equipo Morand Racing, participando en dos 24 Horas de Le Mans más en la categoría LMP2. Dos años después logró la victoria de su categoría en las 24 Horas de Nürburgring, resultado que repitió en 2017, 2018 y 2019. En 2020 Mailleux ganó el campeonato Nürburgring Langstrecken.
En 2021 regresa a la categoría reina del WEC, siendo contratado por el equipo Glickenhaus Racing para participar en las 6 Horas de Monza y las 24 Horas de Le Mans. En la carrera de Brianza obtuvo el tercer puesto de la general y finalizó cuarto en la carrera de Francia. Al año siguiente regresó a Le Mans compitiendo para el equipo estadounidense junto con Ryan Briscoe y Richard Westbrook. La tripulación logra un tercer puesto histórico para el equipo.
En 2023 se perdió las dos primeras pruebas de la temporada y luego fue convocado por Glickenhaus para las 6 Horas de Spa-Francorchamps y las 24 Horas de Le Mans.